# Чудесные ягоды
Чуде́сные я́годы, или Путе́рия сладкова́тая (лат. Synsepalum dulcificum, syn. Pouteria dulcifica) — вечнозелёный кустарник или маленькое дерево, вид рода Синсепалум (Synsepalum) семейства Сапотовые. Растение происходит из Западной Африки.

## Описание
В высоту растение может вырастать до 3—6 м. Плод — маленькая красная костянка с одним белым семенем, размером с кофейное зерно.

## Физиологическое воздействие на человека
Плоды растения могут воздействовать на вкусовые рецепторы, на некоторое время (обычно на 1—2 часа) «выключая» те из них, которые ответственны за восприятие кислого и горького вкуса. Согласно исследованиям, причиной такого эффекта является белок миракулин, содержащийся в плодах.
В США в конце 2000-х гг. «чудесные ягоды» вошли в моду: стали устраиваться «вкусовые трипы» (англ. flavor-tripping parties), в ходе которых посетители вечеринки, приняв по ягоде, пробуют разнообразные привычные блюда, получая удовольствие от их неожиданного вкуса.

### Замечание
Аналогичные вещества типа белка миракулина, модифицирующего вкус, содержат листья зизифуса настоящего.

## Культивирование
Культивируется как комнатное растение.

### Синонимы
По информации базы данных The Plant List (2013), в синонимику вида входят следующие названия:
- Bakeriella dulcifica (Schumach. & Thonn.) Dubard
- Bumelia dulcifica Schumach. & Thonn.
- Pouteria dulcifica (Schumach. & Thonn.) Baehni
- Richardella dulcifica (Schumach. & Thonn.) Baehni
- Sideroxylon dulcificum (Schumach. & Thonn.) A.DC.